# Videokazeta

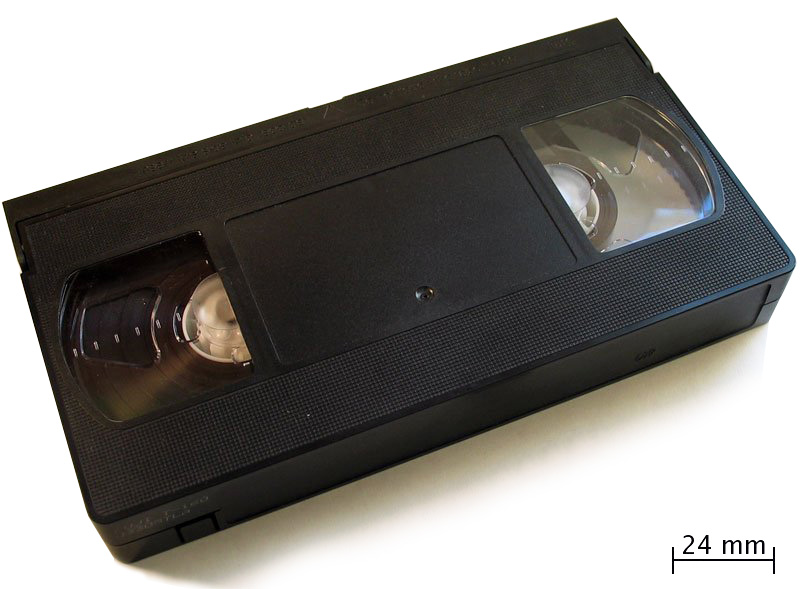
Videokazeta VHS

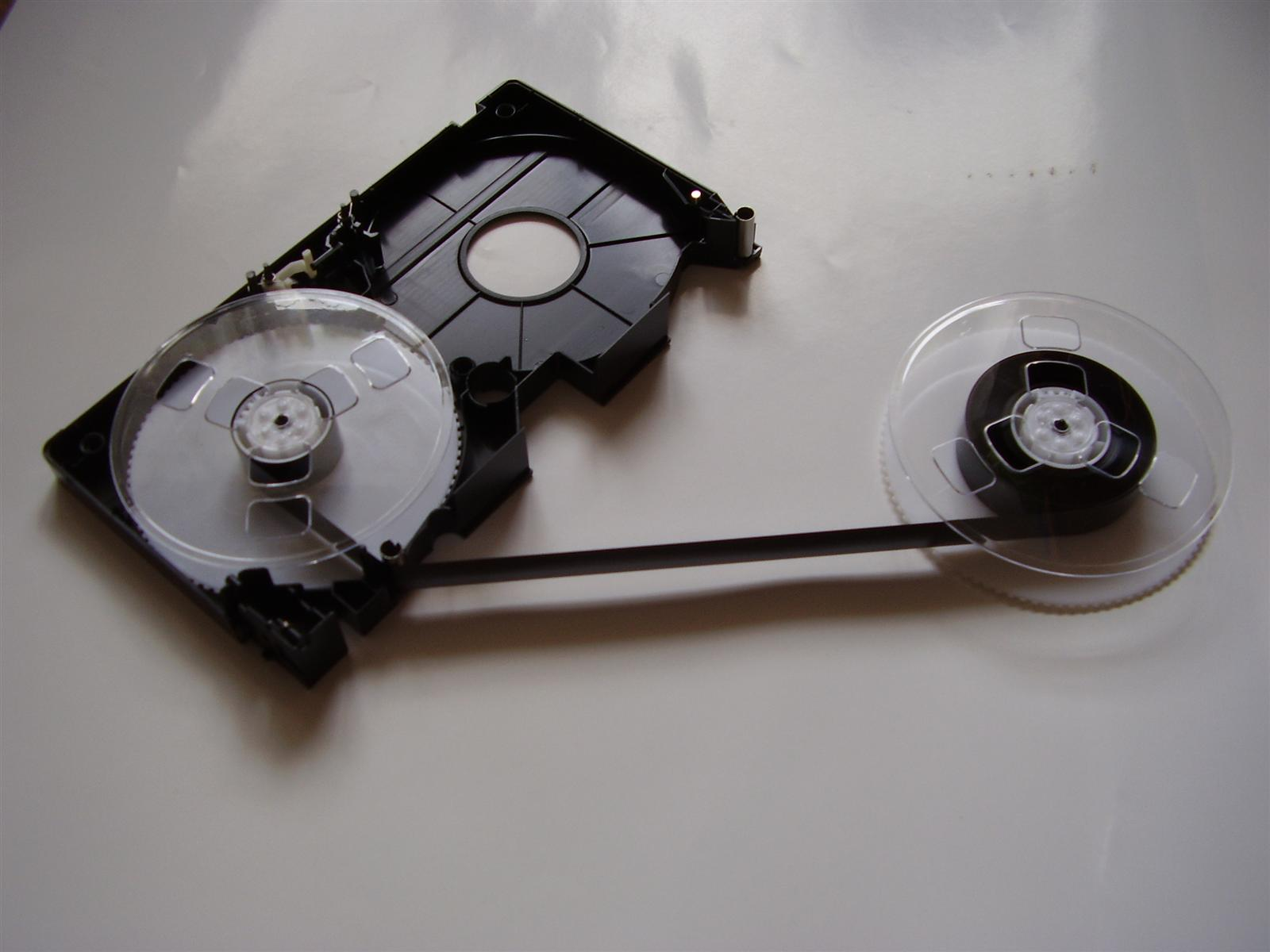
Útroby videokazety

Videokazeta je audiovizuální nosič obsahující magnetickou pásku, na kterou lze zaznamenat obraz, zvuk a doplňkové informace (indexy, časový kód).
Podle charakteru signálu, který je na ně zaznamenáván, můžeme videokazety rozdělit na analogové nebo digitální.
Protože existuje řada vzájemně nekompatibilních spotřebních i profesionálních systémů pro záznam obrazu, bylo a je videokazet více druhů než u obdobného nosiče zvuku – audiokazety.
Analogové systémy a videokazety
- spotřební oblast
  - VHS, S-VHS a jejich menší varianty pro videokamery VHS-C a S-VHS-C
  - Video8, Hi8
  - starší systémy Betamax a Video 2000
- profesionální oblast: U-matic, Betacam a Betacam SP, MII

Digitální systémy a videokazety
- spotřební oblast
  - D-VHS, Digital8
  - DV a menší varianta pro videokamery MiniDV, HDTV verze HDV
- profesionální oblast
  - půlpalcové Betacam SX, MPEG IMX, Digital Betacam a jeho HDTV verze HDCAM
  - čtvrtpalcové DVCAM, DVCPRO a jeho HDTV verze DVCPRO HD
  - starší nebo nerozšířené systémy D1, D2, D3, D5, D9

Ve spotřební oblasti analogové videokazety ustupují optickým diskům DVD, ve videokamerách jsou analogové videokazety postupně nahrazovány digitálními. V profesionální oblasti je přechod od analogových k digitálním systémům a videokazetám ještě patrnější. V budoucnu lze očekávat přechod od videokazet k optickým nebo pevným diskům i ve videokamerách díky okamžitému přístupu k jednotlivým scénám při střihu. Perspektivní novinkou je nahrávání na paměťové karty. Okolo roku 2007 skončilo vydávání filmů na VHS, stejně jako prodej prázdných videokazet (v případě 240 minutových) značek BASF/EMTEC, Maxell, TDK, Sony, Fujifilm, a Philips. K 3. 2. 2021 lze ale ještě stále pořídit videokazety značky X-site (E240, 4 hodiny nahrávání SP, cena od 27 do 90 Kč) či pár kusů Maxell (většinou 30 či 60 minut, výjimka 240 minut za cenu 700 Kč/kus) anebo Emtec (30 min). V zahraničí je rovněž možné koupit si kazetu od Mr. Video (3 hodiny /180 minut, cena za kus 2,99 Euro).